# Водяні ослики
Водяні ослики (Asellidae) — родина рівноногих ракоподібних. Одна із найбільших родин прісноводних ізопод, що пошинеі як у Європі, так і у Північній Америці.

## Роди
Родина містить такі роди:
- Asellus Geoffroy, 1762
- Baicalasellus Stammer, 1932
- Bragasellus Henry & Magniez, 1968
- Caecidotea Packard, 1871
- Calasellus Bowman, 1981
- Chthonasellus Argano & Messana, 1991
- Columbasellus Lewis, Martin & Wetzer, 2003
- Gallasellus
- Lirceolus Bowman & Longley, 1976
- Lirceus Rafinesque-Schmaltz, 1820
- Mancasellus Harger, 1876
- Nipponasellus Matsumoto, 1962
- Phreatoasellus Matsumoto, 1962
- Phreatosasellus Matsomoto, 1962
- Proasellus Dudich, 1925
- Psammasellus Braga, 1968
- Remasellus Bowman & Sket, 1985
- Salmasellus Bowman, 1975
- Sibirasellus Henry & Magniez, 1993
- Stygasellus Chappuis, 1943
- Synasellus Braga, 1944
- Uenasellus Matsumoto, 1962